# Weczer
Weczer (mac. Вечер) – północnomacedoński dziennik wydawany w Skopju. Został założony w 1963 roku.